# Landeck (distrikt)
Landeck är ett distrikt i förbundslandet Tyrolen i Österrike.
Distriktet gränsar till Italien och Schweiz i söder, distrikten Reutte i norr och Imst i öst, samt förbundslandet Vorarlberg i väst. Områdets areal är 1 595 km² och invånarantalet den 1 januari 2023 var 44 940. Staden Landeck är administrativt centrum i distriktet.
Distriktet består av 30 kommuner, varav en stadskommun:

Kommunerna i distriktet Landeck.

Stadskommun (Stadtgemeinde):
- Landeck

Kommuner (Gemeinden):

- Faggen
- Fendels
- Fiss
- Fließ
- Flirsch
- Galtür
- Grins
- Ischgl
- Kappl
- Kaunerberg
- Kaunertal
- Kauns
- Ladis
- Nauders
- Pettneu am Arlberg
- Pfunds
- Pians
- Prutz
- Ried im Oberinntal
- Sankt Anton am Arlberg
- Schönwies
- See
- Serfaus
- Spiss
- Stanz bei Landeck
- Strengen
- Tobadill
- Tösens
- Zams